# Floorball Verband Niedersachsen-Bremen
Der Floorball Verband Niedersachsen-Bremen e. V. (Abkürzung FVNB) ist der Floorball-Verband der Bundesländer Niedersachsen und Bremen. Der Verband ist Mitglied im Floorball-Verband Deutschland.

## Geschichte und Zweck des Verbandes
Im Jahr 2001 wurde der Floorball Verband Niedersachsen gegründet. 2020 kam es zum Zusammenschluss mit dem Bremer Floorball Bund zum Floorball Verband Niedersachsen-Bremen (FVNB). Zu den Aufgaben des Vereines gehören die Planung und Durchführung des Ligabetriebs für die Bundesländer Niedersachsen und Bremen.

## Spielbetrieb
In der Saison 2020/21 kommt bei den Herren eine weitere Kleinfeld-Spielklasse hinzu und die U15-Liga wurde zu einer Liga zusammengeführt, womit wieder zehn Ligen im Spielbetrieb angeboten werden.
- Jamasi Regionalliga Nordwest Herren (GF)
- Regionalliga Nordwest Herren (KF)
- Regionalliga Nordwest Damen (KF)
- Verbandsliga Nordwest Herren (KF)
- Landesliga Nordwest Herren (KF)
- Regionalliga Nordwest U17 Junioren (GF)
- Regionalliga Nordwest U15 Junioren (KF)
- Regionalliga Nordwest U13 Junioren (KF)
- Regionalliga Nordwest U11 Junioren (KF)
- Regionalliga Nordwest U9 Junioren (KT)

## U17-Nordauswahl
Gemeinsam mit den Verbänden Bremen, Hamburg und Schleswig-Holstein stellt der Floorball Verband Niedersachsen eine U17-Nordauswahl zusammen. Mit der Auswahl wird in Sommer- und Wintertrophy gegen die Auswahlmannschaften aus Sachsen, Sachsen-Anhalt, West- und Südauswahl angetreten. Ziel ist die Sichtung und Förderung junger talentierter Spieler.